# 圣克莱芒 (埃纳省)
圣克莱芒（法語：Saint-Clément，法語發音：[sɛ̃ klemɑ̃]）是法国上法蘭西大區埃纳省的一个市镇，属于韦尔万区。

## 地理
圣克莱芒（49°46'33"N, 4°4'22"E）面积5.01 平方千米，位于法国上法蘭西大區埃纳省，该省份为法国北部内陆省份，北起北部省，西接索姆省和瓦兹省，东临阿登省和马恩省，西南至塞纳-马恩省，东北部与比利时接壤。
与圣克莱芒接壤的市镇（或旧市镇、城区）包括：科安、屈里莱西维耶、达尼朗贝西、蒂耶拉什地区莫尔尼。

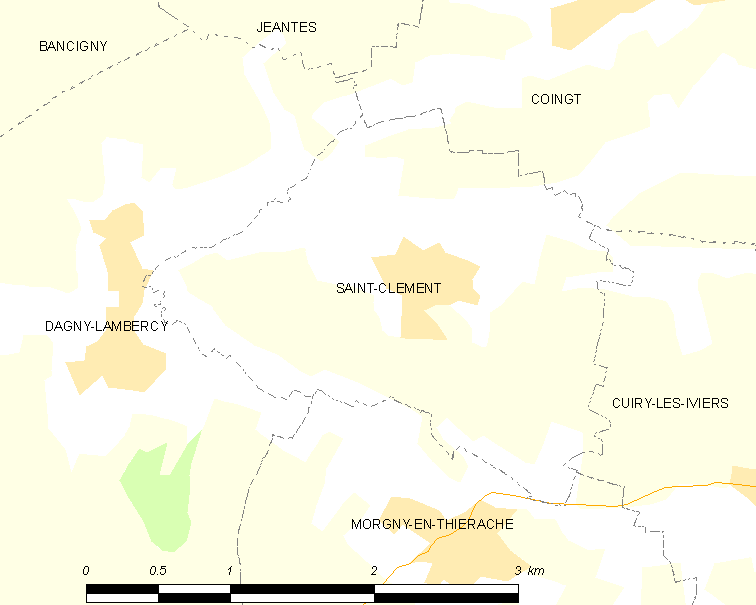
的OSM定位图

圣克莱芒的时区为UTC+01:00、UTC+02:00（夏令时）。

## 行政
圣克莱芒的邮政编码为02360，INSEE市镇编码为02674。

## 政治
圣克莱芒所属的省级选区为伊尔松县。

## 人口

1962-2008年间人口变化图示

圣克莱芒于2022年1月1日时的人口数量为47人。